# Cercasi amore
Cercasi amore è un album del cantautore italiano Gatto Panceri, pubblicato nei formati compact disc e musicassetta dall'etichetta discografica Polydor e distribuito dalla PolyGram nel 1999.
Il brano Dove dov'è partecipa al Festival di Sanremo dello stesso anno, classificandosi al dodicesimo posto nella sezione "Campioni", mentre Anello di fumo viene presentato a Un disco per l'estate.

## Tracce
1. Dove dov'è
2. Un pittore
3. Nero
4. Anello di fumo
5. Ma quando
6. Cercasi amore
7. Il tempo di un caffè
8. Ago
9. Giusy
10. Lo so, lo sai
11. Pensa te
12. Forse perché
13. Quante parole
14. Onde sonore

## Formazione
- Gatto Panceri – voce, cori, chitarra
- Silvio Verdi – basso
- Giorgio Secco – chitarra
- Umberto Iervolino – tastiera
- Paolo Costa – basso
- Lele Melotti – batteria
- Carmelo Isgrò – basso
- Nebridio Fin – percussioni